# ムハンナド・アスィーリー
ムハンナド・アスィーリー(アラビア語: مهند عسيري、Muhannad Assiri、1986年10月14日-)はサウジアラビア・ムハーイル・アスィール出身の元プロサッカー選手。現役時代のポジションはFW。
日本語ではムハンナド・アシリと表記されることがある。

## 経歴

### クラブ
アル・シャバブ所属時には、二聖都の守護者杯2014決勝で2ゴールを決めクラブの優勝に貢献した。
2014年にアル・アハリ・ジッダに移籍後2017-18シーズンまで、49試合で24得点を挙げた。

### 代表
ガルフカップ2010に出場し、イエメン戦で1ゴールを記録している。
2018 FIFAワールドカップを戦うサウジアラビア代表の本大会メンバーに選出された。

## 代表歴

### 出場大会
- サウジアラビア代表
  - 2018 FIFAワールドカップ

### 試合数
- 国際Aマッチ 20試合 4得点（2010年-2018年）[6]

| サウジアラビア代表 | 国際Aマッチ | 国際Aマッチ |
| 年                 | 出場        | 得点        |
| ------------------ | ----------- | ----------- |
| 2010               | 9           | 3           |
| 2011               | 2           | 0           |
| 2012               | 1           | 0           |
| 2013               | 0           | 0           |
| 2014               | 0           | 0           |
| 2015               | 0           | 0           |
| 2016               | 1           | 0           |
| 2017               | 3           | 0           |
| 2018               | 4           | 1           |
| 通算               | 20          | 4           |